# Thomas Cochrane
Thomas Cochrane, Lord Tomaso, conte di Dundonald, (Lanarkshire, 14 dicembre 1775 – Londra, 31 ottobre 1860), è stato un ammiraglio e politico britannico.

## Servizio nella Royal Navy
Iniziò il servizio nel 1793 nella marina inglese, all'epoca della Rivoluzione francese, e si batté lungamente contro la Francia. Tra il 1799 e il 1801 in servizio nel Mediterraneo catturò più di 50 navi spagnole. Dimostrò un comportamento altero e incostante con molti ufficiali britannici e realisti francesi, e fu coinvolto in almeno un duello. Ciononostante si distinse particolarmente in azioni di combattimento, catture in porto, sbarchi e distruzioni di piccole fortificazioni costiere in Spagna e in altre località; è particolarmente ricordato per le crociere effettuate con il brigantino da 14 cannoni Speedy, e soprattutto per il combattimento vittorioso che sostenne con lo sciabecco-fregata spagnolo da 32 cannoni El Gramo. Lo sciabecco spagnolo aveva un equipaggio di 319 uomini, mentre il brigantino aveva solo 54 marinai e ufficiali a bordo, ed una potenza di fuoco decisamente inferiore, questo è considerato uno dei più distinti combattimenti della Royal Navy ed è stato fonte d'ispirazione per numerosi dipinti, romanzi (tra cui Primo comando di Patrick O'Brian, da cui è stato tratto il film Master & Commander - Sfida ai confini del mare) e opere di fiction.

## Carriera politica
Nel 1806 entrò a far parte della Camera dei Comuni e si schierò all'opposizione. Nel 1814, venne arrestato sotto l'accusa di aggiotaggio; aveva infatti speculato in Borsa dopo aver diffuso la falsa notizia della morte di Napoleone, di conseguenza il governo lo combatté senza riguardo e lo fece radiare dal parlamento e dai ruoli della marina.

## Servizio nella Marina Cilena
Cochrane nel 1817 conobbe a Londra il rappresentante cileno, José Antonio Álvarez Condarco che lo convinse a recarsi in Cile insieme ad alcuni ufficiali britannici che erano stati anche loro contattati e il 17 giugno 1818 Cochrane raggiunse Valparaíso ricevuto dal director supremo Bernardo O'Higgins che gli concesse la cittadinanza cilena e il comando della flotta con il grado di viceammiraglio, perché proseguisse assieme al generale San Martín la guerra contro gli spagnoli nel Perù. Cochrane, considerato il fondatore della Marina cilena, si distinse combattendo valorosamente contro gli spagnoli, lasciando il comando della flotta il 10 maggio 1822, per dissidi con il generale San Martín.

## Servizio nella Marina del Brasile
Dal 1823 al 1825 fu comandante in capo della flotta rivoluzionaria del Brasile, combattendo contro il Portogallo.

## Servizio nella Marina Greca
Tra il 1827 e il 1828 prese parte alla Guerra d'indipendenza greca appoggiando la flotta greca.

## Ritorno nella Royal Navy
Nel 1831 rientrò in patria dove nel 1832 fu reintegrato nella Marina inglese con tutti gli onori, con il grado di retroammiraglio.
Nel 1847 ebbe il comando della flotta del Nord America e delle Indie Occidentali.
Nel 1854 venne nominato ammiraglio. Contrariamente all'immagine letteraria fu un uomo molto interessato ai "trucchi poco cavallereschi" con cui vincere le guerre, fu uno dei primi sostenitori delle mine navali in seno alla marina britannica (con successo), e consigliò l'adozione di proiettili caricati a gas letali (senza successo); mostrò sempre grande interesse per le marine "minori", lo spionaggio, le operazioni anfibie (di cui fu teorico) e le operazioni sottocosta, mentre non fu particolarmente interessato alla teoria e alla pratica delle battaglie tra squadre di vascelli, considerando le grandi battaglie poco utili alla vittoria, mentre gli scontri tra fregate, le occupazioni dei porti, e il dominio delle coste nemiche e lo strangolamento dei commerci avversari come fondamenti per la vittoria
Ha lasciato due opere: “Memorie del servizio prestato per la liberazione del Chile, del Perù e del Brasile dalle dominazioni spagnola e portoghese” e “Autobiografia di un uomo di mare”.

## Personaggio immaginario
La figura di Thomas Cochrane ispirò in parte due romanzieri britannici: Patrick O'Brian con Jack Aubrey, ripreso dall'attore Russell Crowe nel film Master and Commander - Sfida ai confini del mare, e Cecil Scott Forester per il suo Horatio Hornblower, (che venne interpretato da Gregory Peck nel film Le avventure del capitano Hornblower).